# Edelweißhütte (Glocknergruppe)
Die Edelweißhütte ist eine private Berghütte auf 2571 m ü. A. an der Edelweißspitze, einem Gipfel nördlich des Hauptkamms in den Hohen Tauern, auf den die Edelweißstraße führt. Die Edelweißspitze bildet den höchsten Punkt der mautpflichtigen Großglockner-Hochalpenstraße.
Die Hütte steht nordwestlich unterhalb des Gipfels. Sie wurde nach Fertigstellung der Großglockner Straße im Jahre 1935 von einer Familie Lederer erbaut, die sie auch heute noch besitzt. Da die Hütte den wachsenden Touristenströmen in den 1960er Jahren nicht mehr gewachsen war, wurde sie 1967 abgerissen und größer neu aufgebaut. Neben der Gastronomie werden auch Zimmer mit Dusche und WC angeboten.